# Oreocharis cavaleriei
Oreocharis cavaleriei là một loài thực vật có hoa trong họ Tai voi. Loài này được H. Lév. mô tả khoa học đầu tiên năm 1909.